# Trident Lake
Der Trident Lake (englisch für Dreizacksee) ist ein See an der Ingrid-Christensen-Küste des ostantarktischen Prinzessin-Elisabeth-Lands. In den Vestfoldbergen ist er neben dem Tassie Lake der östlichere zweier Seen nordwestlich des Club Lake und liegt an der Route zwischen der Davis-Station und der Wetterstation Platcha.
Das Antarctic Names Committee of Australia benannte ihn deskriptiv nach seiner Form.